# Маколи, Кайл
Кайл До́нальд Мако́ли (англ. Kyle Donald Macaulay; род. 13 мая 1986, Элгин, Грампиан) — шотландский футбольный полузащитник атакующего плана, серебряный призёр Универсиады 2011 года в Шэньчжэне в составе сборной Великобритании. Ныне аналитик в тренерском штабе валлийского клуба «Суонси Сити», выступающего в английском Чемпионшипе.

## Карьера
Кайл — воспитанник английского «Дерби Каунти», но за взрослую команду клуба не играл. В 2005 году он перешёл в шотландский «Абердин», где главным тренером был его дядя Стив Патерсон. 4 февраля 2006 года он впервые вышел на поле в составе взрослой команды клуба — это был гостевой матч Кубка Шотландии против «Хартс», проигранный его командой со счётом 3:0. В следующем своём матче 11 февраля он поучаствовал в победе своего клуба над тем же соперником на том же поле со счётом 2:1 в рамках чемпионата Шотландии.
24 ноября 2006 года Маколей был арендован клубом Второго дивизиона шотландской Футбольной лиги «Питерхед», который 30 октября возглавил Патерсон. 30 января он был выкуплен своим новым клубом. В 21 игре за клуб он отличился шесть раз, но по окончании сезона, который они завершили в шаге от зоны вылета, Кайл покинул команду.
После этого Кайл целый не играл в футбол на профессиональном уровне, пока в июле 2008 года ни стал игроком «Аллоа Атлетик». В сезоне 2008/09 его новый клуб также оказался на последнем из спасительных мест во Втором дивизионе, а сам футболист во всех турнирах забил пять мячей в 36 играх.
В сезоне 2009/10 Маколей был игроком предпоследнего клуба Третьего дивизиона шотландской Футбольной лиги — «Элгин Сити». Также его клубом стала команда Стерлингского университета, которой он помог выиграть Северную Премьер-Лигу британских университетов, забив решающий гол в сезоне 2010/11. 26 марта 2011 года Кайл вновь стал подопечным своего дяди, присоединившись к клубу Футбольной лиги Высокогорья «Формартайн Юнайтед».
Будучи студентом Стерлингского университета, где он изучает кино, медиа и журналистику, Маколей был вызван в студенческую сборную Великобритании, которой предстояло выступить на всемирной Универсиаде 2011 года в Шэньчжэне. На том турнире он принял участие во всех матчах своей команды кроме ничего не решавшей встречи группового этапа с Японией, в полуфинальной игре с Бразилией реализовал свой послематчевый пенальти. В финале британцы уступили японцам и получили серебряные медали.

## Достижения
Как игрока студенческой сборной Великобритании:
- Универсиады:
  - Серебряный призёр: 2011

Как игрока «Стерлинг Юниверсити»:
- Северная Премьер-Лига британских университетов:
  - Чемпион: 2010/11